# Culture Fremont
 (avril 2021).
Si vous disposez d'ouvrages ou d'articles de référence ou si vous connaissez des sites web de qualité traitant du thème abordé ici, merci de compléter l'article en donnant les références utiles à sa vérifiabilité et en les liant à la section « Notes et références ».

Carte représentant l'aire culturelle des indiens Fremont, couvrant une grande partie de l'Utah.

La culture Fremont, ou peuple Fremont, est une civilisation pré-colombienne qui a reçu son nom de la rivière Fremont qui s'écoule dans l'Utah aux États-Unis où le premier site Fremont fut découvert. La rivière elle-même tient son nom de John Charles Frémont, un explorateur américain du XIXe siècle. Les sites sont aujourd'hui inhabités qu'ils soient dans l'Utah, le Nevada, l'Idaho ou le Colorado. Ils ont été habités entre 700 et 1300.
Contemporaine et proche géographiquement de la culture Anasazi et des autres cultures d'Oasisamérique, cette culture en est pourtant différente.

## Archéologie

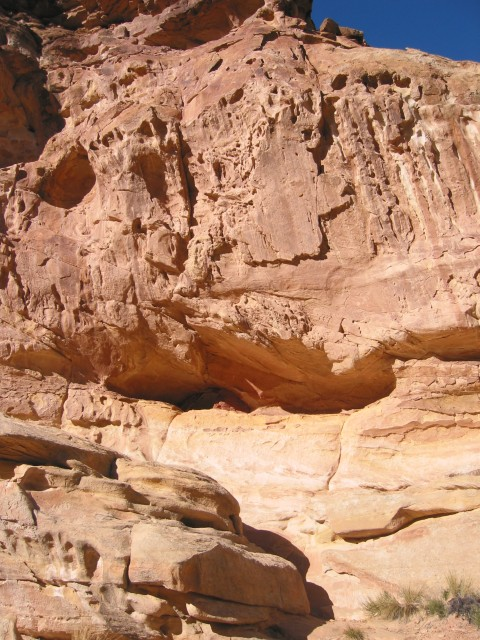
Emplacements troglodytes attribués aux Fremont.

Le parc d'État des Amérindiens Fremont (Fremont Indian State Park), dans le Clear Creek Canyon, dans le sud de l'Utah, contient le plus grand site archéologique lié à la culture Fremont.
Dernièrement, un site découvert dans le Range Creek, situé aussi dans l’Utah, a renouvelé l’intérêt des archéologues envers les Fremont. Non loin, le Nine Mile Canyon a donné de nombreuses collections de pétroglyphes gravés sur les roches des canyons. D’autres sites ont été découverts dans le Dinosaur National Monument, le parc national de Zion ou dans le parc national des Arches.

## La vie des Fremont

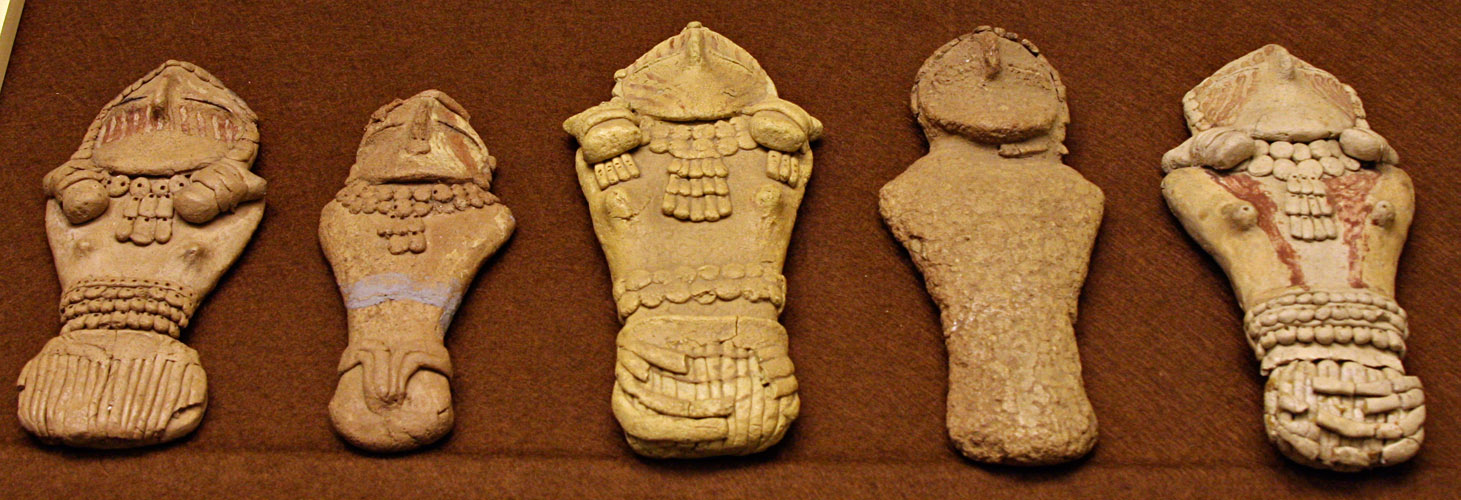
Figures en terre cuite, issues de l'art Fremont, visibles au CEU Prehistoric Museum.

À l’instar de leurs ancêtres, les Fremont formaient probablement un ensemble cohérent d’une même famille linguistique. Il y a de nombreux consensus à propos de leur culture, que ce soit au niveau de leur habitat, de leur langue ou de leur mode de vie. Premièrement, les chercheurs ont défini leur mode de vie en tant que chasseurs-cueilleurs et de cultivateurs de maïs. Ils devaient se déplacer pour chasser tout en gardant avec eux des graines à replanter sur un nouveau lieu d’habitat.
La plupart des villages découverts ont peu de maisons, ce qui suggère de petits groupes, peut-être des clans. Les maisons sont semi-troglodytes, basées autour d’un foyer. Le toit était fait de bois recouvert de terre, isolant de la chaleur de l’Utah. Un village a aussi été découvert dans la Parowan Valley, dans le sud-ouest de l’Utah, contenant un nombre important, et presque anormal, d’habitations Fremont.
Dans la plupart des villages, les archéologues ont découvert de petites figurines dont beaucoup ne sont toujours pas comprises. Certaines sont typiques de l’art amérindien, avec des formes zoomorphes, d’autres représentent peut-être des hommes ou des femmes dans un vêtement. 

### Pétroglyphes
Les autres informations sont celles délivrées par les pétroglyphes. On y voit de nombreuses scènes de chasse, représentant des hommes armés d’arc pourchassant des animaux. Certains semblent imaginaires, peut-être issus de leurs mythes. Les dessins peuvent être imaginés comme des auto-représentations assez fidèles. Par exemple, des hommes semblent avoir des plumes sur leur tête, peut-être une représentation d’une coiffe indienne et non d’un dieu.

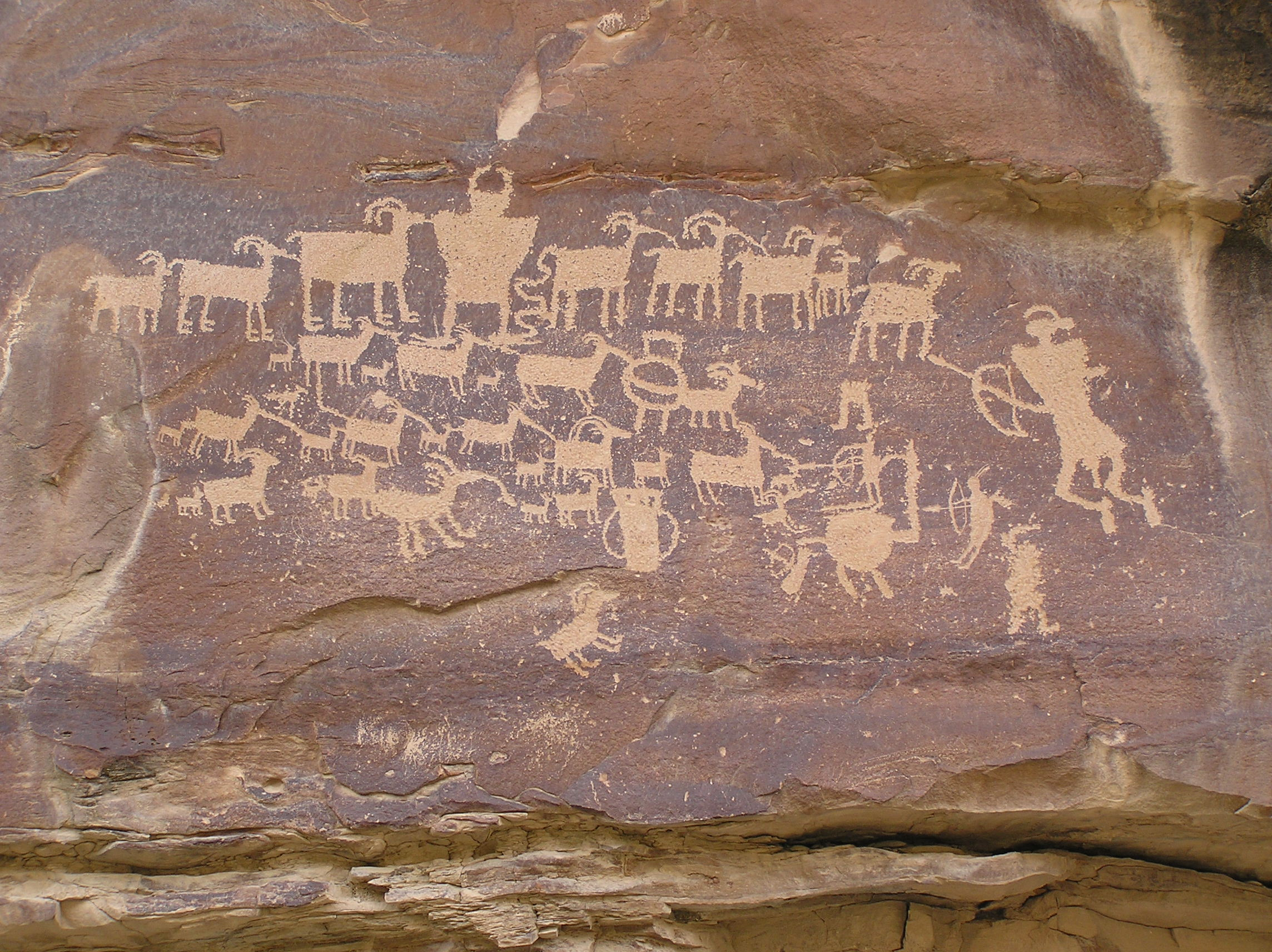
Représentation pétroglyphique de « La Grande Chasse ».
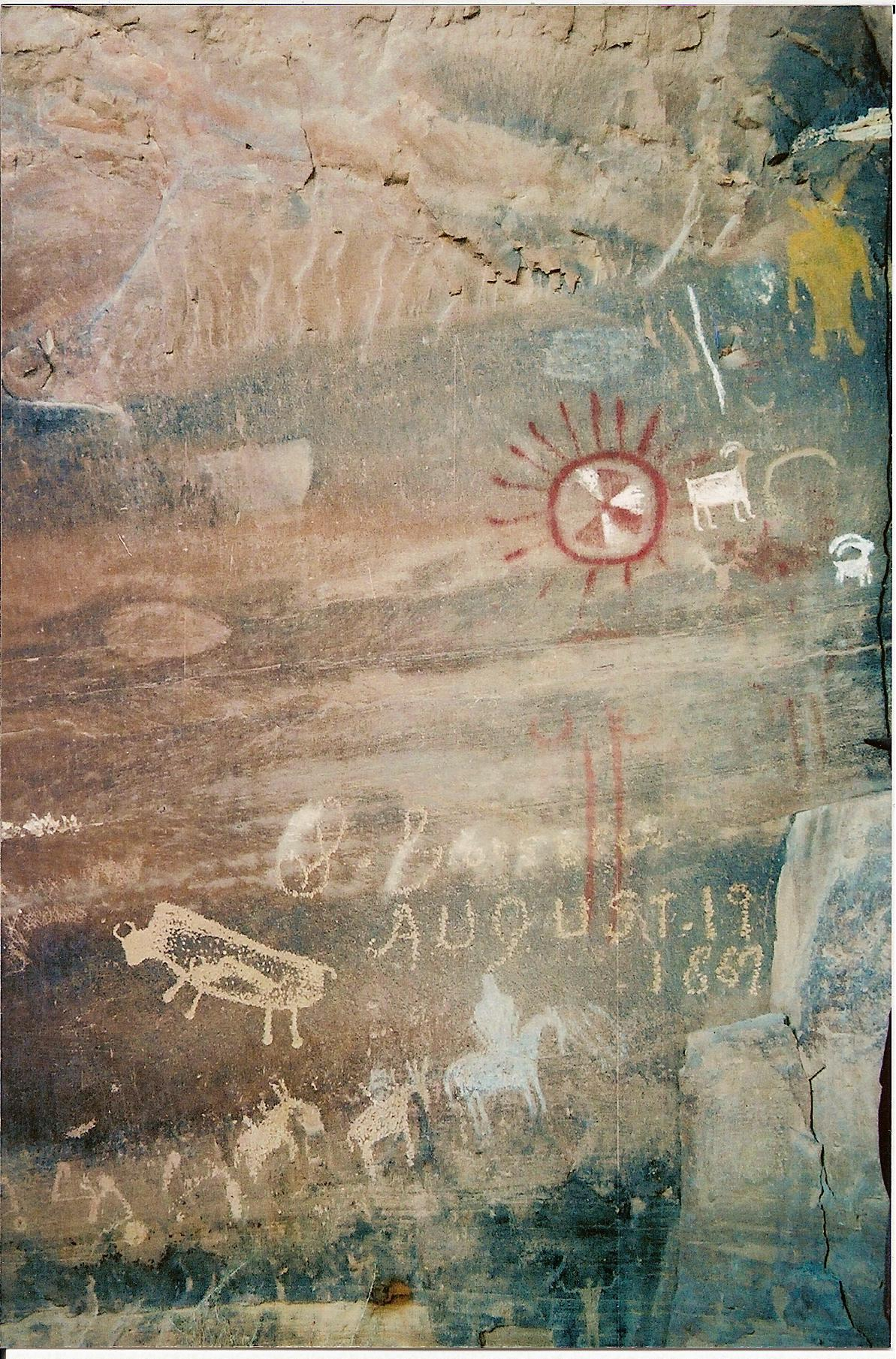
Représentation d’un taureau, figure importante chez les Fremont.

Les suppositions sont toujours de mise quant à l'interprétation des pétroglyphes des Amérindiens.